# Mahurea
Mahurea é um género botânico pertencente à família Clusiaceae.
As plantas deste gênero estão distribuidos na Colômbia, Venezuela, Guiana, Guiana Francesa, Peru, e norte do Brasil. 

## Espécies
Consituido por 8 espécies:
| - Mahurea casiquiarensis - Mahurea duckei - Mahurea exstipulata - Mahurea linguiformis | - Mahurea palustris - Mahurea sororopantepuiana - Mahurea speciosa - Mahurea tomentosa |

## Nome e referências
Mahurea  Aubl.